# Василий Александрович Казимер
Василий Александрович Казимер (или Казимир, ошибочно Василий Фёдорович) — новгородский тысяцкий и посадник.

## Биография
Впервые Василий упоминается в летописи в 1456 году в числе новгородцев, отличившихся в сражении под Русой, которое произошло 3 февраля. В 1459 году он уже в качестве тысяцкого сопровождал новгородского архиепископа Иону в Москву. В 1471, 1476 и 1478 годах он упоминается в качестве новгородского посадника. По мнению В. Л. Янина эту должность он мог занять не ранее 1459 года. При этом все прямые указания на его посадничество относятся к последним годам независимости Новгорода. Также посадником был и его брат, Яков Александрович Короб.
В 1471 году в Шелонской битве был взят в плен и в оковах отправлен в Коломну, но в том же году освобождён по ходатайству новгородского архиепископа Феофила. 
Псковские летописи называют Василия в числе новгородских бояр, которых великий князь Иван III Васильевич арестовал в ноябре 1475 года и отправил в Москву, однако, по мнению В. Л. Янина, данное известие ошибочно, поскольку Софийская летопись, которая подробно описывает конвоирование пленённых бояр, имя Казимера не упоминает. Кроме того, после окончательного покорения Новгорода в 1478 году Василий попросился на службу к великому князю. Он встречал Ивана III за городом, угощал его в своем доме, ходатайствовал перед ним за опальных бояр.
В 1481 году, когда Иван III решился уничтожить даже воспоминания о новгородской вольности, Казимер был взят под стражу в числе других знатных новгородцев.